# Heo Yool (Fußballspieler)
Heo Yool (koreanisch 허율; * 12. April 2001 in Gwangju) ist ein südkoreanischer Fußballspieler.

## Karriere
Seine fußballerische Ausbildung begann in den Jugendmannschaften der Wolgok Elementary School, Gwangju Buksung Middle School und Kumho High School. 2016 spielte Heo für Südkorea U-17. Danach wurde er für Südkorea U-20 berufen. Seit 2023 spielt er für Südkorea. Derzeit ist er für den Verein Gwangju FC aktiv. Er debütierte am 30. Mai 2021 bei einem Spiel gegen Pohang Steelers.